# Oenanthe albonigra
Chasco-de-hume ou chasco-alvinegro (Oenanthe albonigra) é uma espécie de ave da família Muscicapidae.
Pode ser encontrada nos seguintes países: Afeganistão, Barém, Índia, Irão, Iraque, Kuwait, Omã, Paquistão, Catar e Emirados Árabes Unidos.